# Bút Tre
Bút Tre (1911–1987), tên thật Đặng Văn Đăng, là một nhà thơ theo trường phái dân gian của Việt Nam thời hiện đại. Với phong cách thơ độc đáo, sáng tạo và giàu sức lan tỏa, từ bút danh của một nhà thơ, Bút Tre đã trở thành một trường phái sáng tạo thơ dân gian vui vẻ rất thịnh hành ở Việt Nam cho đến tận ngày nay.

## Tiểu sử
Bút Tre tên thật là Đặng Văn Đăng, còn gọi là Đặng Văn Quang, quê xã Đồng Lương, huyện Cẩm Khê, tỉnh Phú Thọ. Ông sinh năm 1911, mất năm 1987. Ông lấy bút danh là Bút Tre. Ông đỗ tú tài triết học dưới thời Pháp thuộc, viết báo dưới thời đó với bút danh Lục Y Lang.
Ông từng làm công tác ngoại giao với chức danh bí thư thứ hai sứ quán Việt Nam tại Rumani. Sau đó ông về làm Trưởng ty (bây giờ gọi là Giám đốc sở) Văn hoá Phú Thọ.

## Tác phẩm
Rừng cọ đồi chè, Phú Thọ lớn lên, Sông Chảy, Đồng Tâm thắm thịt tươi da, Một ngày của Phú Thọ, Quê hương Phú Thọ... 

## Giải thưởng
Nhận xét về Giải thưởng nhà nước về Văn Học - Nghệ Thuật năm 2016 (trao giải hôm 20-5-2017, sau 3 lần hoãn), Trần Nhương cho rằng Bút Tre xứng đáng được trao giải thưởng này.  